# Порфирианский кодекс
Порфирианский кодекс (лат. Codex Porphyrianus; условное обозначение: Papr или 025) — унциальный манускрипт IX века на греческом языке, содержащий тексты Деяний Апостолов, Соборные послания, Посланий Павла и Откровения Иоанна с лакунами, на 327 пергаментных листах (16 x 13 см). Палимпсест.

## Особенности рукописи
Это одна из немногих унциальных рукописей, в состав которых входит Книга Откровения. Греческий текст Соборных посланий и Посланий Павла отражает александрийский тип текста, отнесен к ΙΙΙ категории Аланда. Текст Деяний Апостолов и Откровения Иоанна отражает византийский тип текста, отнесен к V категории Аланда. Верхний текст рукописи (кодекс 1834), наложенный в 1301 году, содержит комментарии Евфалия к Деяниям Апостолов, Посланиям ап. Павла, а также библейский текст. 
Факсимильное издание выпущено в 1865—1869 годах Тишендорфом.
Рукопись привез с востока Порфирий Успенский, отсюда и название этого кодекса. 
В настоящее время рукопись хранится в Российской национальной библиотеке (Gr. 225) в Санкт-Петербурге.